# Spelaeornis
A Spelaeornis a madarak (Aves) osztályának verébalakúak (Passeriformes) rendjébe, ezen belül a timáliafélék (Timaliidae) családjába tartozó nem.

## Rendszerezésük
A nemet Armand David és Émile Oustalet írták le 1877-ben, az alábbi fajok tartoznak ide:
- Spelaeornis troglodytoides
- Spelaeornis caudatus
- fakótorkú ökörszembujkáló (Spelaeornis badeigularis)
- Spelaeornis kinneari
- Spelaeornis oatesi
- Spelaeornis longicaudatus
- Spelaeornis chocolatinus
- Spelaeornis reptatus
- Spelaeornis formosus[2] vagy Elachura formosa

## Előfordulásuk
Dél- és Délkelet-Ázsia területén honosak. Természetes élőhelyeik az erdők és cserjések. Állandó, nem vonuló fajok.

## Megjelenésük
Az ismertebb fajok testhossza 9-12 centiméter közötti.